# Мейер, Карл Антонович
Карл Анто́нович (Андреевич) фон Ме́йер (нем. Carl Anton von Meyer; 20 (31) марта 1795—13 (25) февраля 1855) — российский систематик-ботаник.

## Биография
Родился в Витебске (ныне Белоруссия).
Изучал естественную историю в Дерптском университете у Карла Ледебура.
Вместе с Александром Бунге был помощником Ледебура в путешествии по Алтаю и Джунгарии, а затем и во «Флоре Алтая».
Был помощником директора (1831), а затем директором Императорского Ботанического сада в Санкт-Петербурге.
«Ботанический магазин К. А. Мейера» размещался в Москве на Кузнецком Мосту в доме № 22—24.
Умер в Санкт-Петербурге в чине статского советника. Похоронен на Волковском лютеранском кладбище.

## Именем Мейера названы

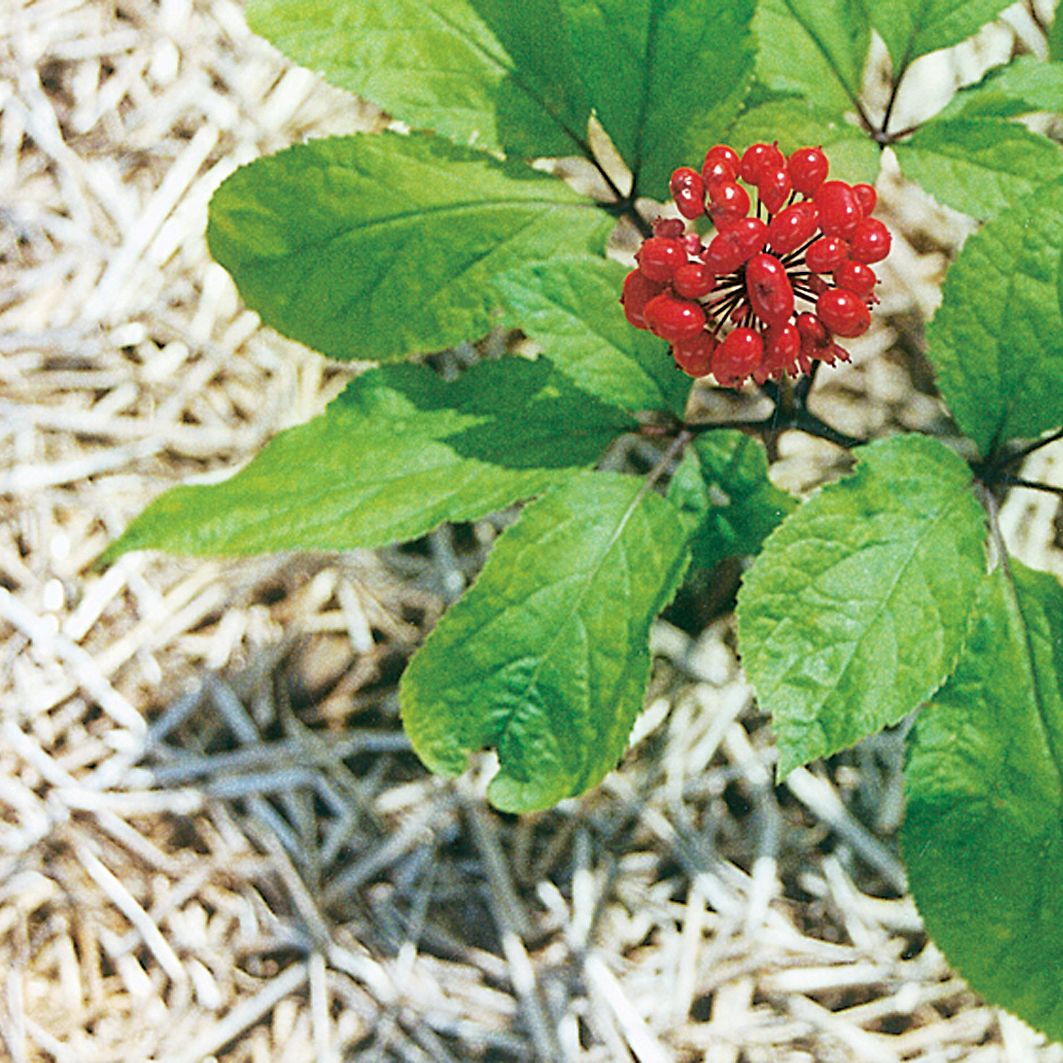
Женьшень
(Panax ginseng C.A.Mey)

- Боярышник Мейера (Crataegus meyeri) Pojark.
- Женьшень обыкновенный (Panax ginseng C.A.Mey)

## Наиболее важные его сочинения
- «Verzeichnis der Pflanzen, welche während der 1829—1830 unternommenen Reise im Kaukasus und in Provinzen am westlichen Ufer des kaspischen Meeres gefunden und gesammelt worden sind» (СПб., 1831)
- «Verzeichnis der im Jahre 1833 am Saisang Nor und am Irtysch gesammelten Pflanzen» (СПб., 1841)
- «Florula provinciae Tambow» (СПб., 1844)
- «Versuch einer Monographie der Gattung Ephedra» (СПб., 1846, с 8 таблицами)
- «Florula provinciae Wiatka» (СПб. и Лейпциг, 1848).

## Звания и награды
- Член-корреспондент германской академии естествоиспытателей «Леопольдина» (1852)
- Действительный член Московского общества испытателей природы (1827)
- Член Императорского Вольно-экономического общества (1843)
- Член Лондонского Линнееского общества (1854)
- Орден Святой Анны II степени (1854)
- Бриллиантовый перстень за усердную службу (1839) и за отлично-усердную службу (1844)